# Jelec proudník
Jelec proudník (Leuciscus leuciscus; L., 1758) je druh kaprovitých ryb vyskytující se v Česku. Tato ryba obývá především toky bohaté na kyslík. V Česku původní druh vlivem znečištění z řady míst zcela vymizel.

## Popis
Tělo je podlouhlé, poměrně nízké, válcovité. Malá hlava s výrazným okem je zašpičatělá, koncová ústa jsou situována mírně dolů. Stejně jako ostatní jelci nemá vousky. Šupiny jsou drobné a jemné. Zbarvení hřbetu je šedomodré, boky jsou stříbřité, břicho bílé, oko nažloutlé, ploutve šedivé, případně lehce načervenalé. Dorůstá délky 40 cm při hmotnosti 1 kg. Dožívá se až 13 let.

## Výskyt
V Česku se vyskytuje na celém území v čistých tocích, v úsecích parmového a lipanového pásma a také v některých údolních nádrží. Na českém území je proudník jedním ze tří druhů přítomných jelců. Je z nich nejmenší a nejštíhlejší. Vyskytuje v téměř v celé Evropě.

## Potrava
Proudník přijímá drobnější potravu než ostatní jelcové. Hlavní část jeho stravy tvoří larvy vodního hmyzu (jepice, chrostíci, pakomáři, muchničky aj.) a drobní bezobratlí. Sbírá i suchozemský hmyz spadlý na hladinu. Může se však živit i jikrami nebo potěrem ryb.

## Rozmnožování
Tření probíhá v období od dubna do května. Samice klade 2 000 až 20 000 lepkavých jiker na štěrk a kameny ve velmi proudné vodě. Pohlavně dospívá ve věku 2 let. Líhnutí jiker trvá přibližně měsíc. Kříží se s jesenem, ouklejí a tlouštěm. Kříženci jsou neplodní.

## Význam
Hospodářský význam tohoto druhu je minimální. Slouží především jako potrava dravců. Maso má nízkou kvalitu a používá se rybáři jako nástražní ryba pro dravce.